# Гранки-Кути
Гранки-Кути — село у Стрийському районі Львівської області, що сусідить на південному  сході із містом Новий Розділ. Разом із селом Берездівці Гранки-Кути мали раніше спільну сільську раду.

## Походження назви
Назва села за народною традицією походить від слова «кут», а не від слова «кути» («кувати»), як вважали раніше деякі історики. Перша частина назви села «Гранки» змушує задуматися глибше. Достеменно невідомо, звідки прийшла така назва.

## Історія
Історія села сягає часів X—XII ст., коли окремі князівства на наших землях вели часту боротьбу між собою та із зовнішніми ворогами. Захоплених полонених або мирне населення з ворожої території князі нерідко оселювали на своїх землях. Тому саме із такими заселеннями пов'язують виникнення села.
Одна із ранніх письмових згадок про село відноситься до 1515 року. Початковий реєстр з 1578 року згадує, що село разом із Берездівцями, Станківцями, Малеховом й іншими перебувало у власності шляхтичів Расковських та Берездовецьких. У народних переказах згадується, що в селі колись стояли козаки на відпочинку під час визвольної війни українського народу під проводом Б. Хмельницького 1648—1655 рр. Село в той час належало шляхтичу Й. Свірзькому. В результаті війни воно було спустошено.
Гранки і Кути майже до початку XX ст. вважались окремими селами. Із середини XVII до початку XIX століття село надовго попало у власність графської родини Ржевуських.
З інвентарю 1701 року видно, що на Гранках проживало 11 кметів (господарів), у Кутах — 16. Багато земель пустувало, бо нічим було їх обробляти.
У селі також була категорія безземельників, селян без землі, які носили назву загородників, або басаликів. Село терпіло від військових поборів. Шляхетське військо поводило себе тут не краще орди.
Інвентар Гранок і Кутів 1789 року (через 17 років після встановлення в Галичині австрійської влади) вказує, що в Гранках проживало 20 сімей кметів та 18 загородників. Усього в селі було 52 хати. У 20-х роках на Миколаївщині розгорнув бурхливу діяльність новий магнат — граф Скарбко. У його власність перейшов так званий Берездівецький ключ, куди входили Гранки і Кути. З 1843 року прибутки із Гранок і Кутів йшли у фонд Дроговизького заладу, збудованого Скорбком для утримання і виховання дітей-сиріт і жебраків.
У 1896 році в Гранках і Кутах проживало 809 чоловік. У 1922 році силам села була відкрита читальня.
Перша Світова війна принесла у село руйнування. Весною 1918 року в селі заворушилося заворушення проти «нової панщини» — рішення військових властей про примусовий обробіток селянами поміщицьких земель. При придушенні селянського виступу в селі було заарештовано 15 чоловік.
Після загарбання Галичини Польщею окупаційна влада всіляко гальмувала розвиток культури та освіти в селі. У початковій сільській школі вводилося викладання польською мовою. Лише в 1926 році вдалося відродити роботу сільської читальні.
2 липня 1929 року селяни зі села, які працювали в Берездівцях у маєтку графа Скабка, взяли участь у страйку. Страйкуючі селяни висунули вимогу 8-годинного робочого дня. В середині червня 1930 року 58 селян із Гранки-Кутів і Берездівців знову застрайкували.
Сільським дітям була закрита дорога до подальшої освіти. Після закінчення початкової школи — в 1928 році лише 6 дітей з села навчалися у ремісників професіям шевців, кравців, ковалів. У 1932 році була заборонена діяльність читальні. У 1938 році у Гранках-Кутах проживало 111 українських та польських сімей. У село приходило лише 3 періодичні видання.
З 25.10.2020 село стає частиною Новороздільської міської громади. Вона об'єднує населені пункти, які знаходяться біля м. Нового Роздолу.

## Гранки-Кути тепер
Нещодавно у Гранки-Кутах випалювали цеглу, виготовляли вапно. У підсобному цеху виконувались замовлення львівських підприємств на виготовлення пластмасових виробів. Зараз там приватна територія. На території села налічується 247 господарств і 747 новобудов. 
У селі діє дев'ятикласна школа, сільська бібліотека, клуб, є 4 магазини. У 2008 році була збудована церква греко-католицького обряду, а в 2008 році відкрився цвинтар. Є два пам'ятні хрести: перший присвячений воїнам УПА і Січовим Стрільцям, вихідцям із села. Другий датується 1848 роком і встановлений на честь скасування кріпацтва у Австрійській імперії.